# Morellia
Morellia är ett släkte av tvåvingar. Morellia ingår i familjen husflugor.

## Bildgalleri

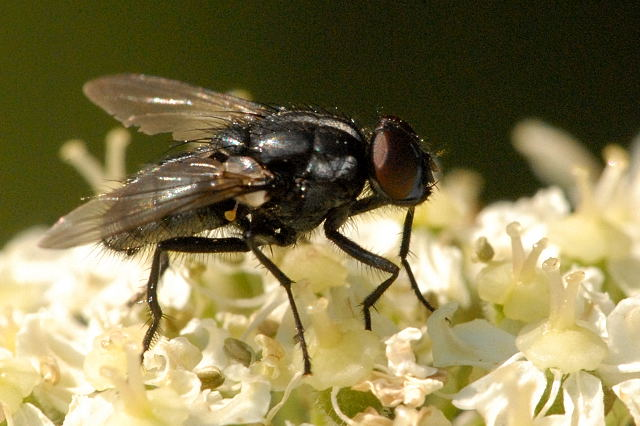
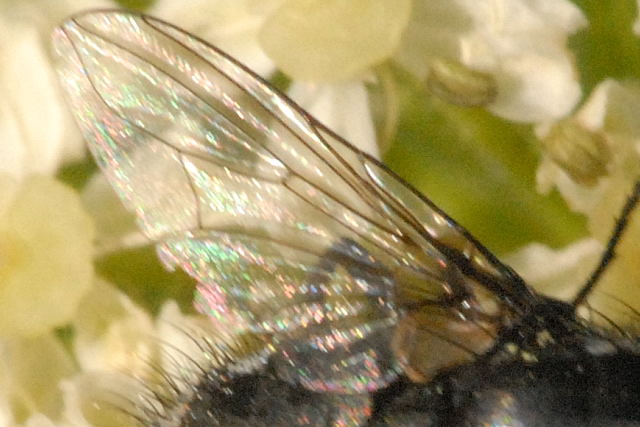

## Dottertaxa tillMorellia, i alfabetisk ordning[1][2]
- Morellia aenescens
- Morellia affinis
- Morellia affixa
- Morellia asetosa
- Morellia atrisquama
- Morellia basalis
- Morellia bipuncta
- Morellia biseta
- Morellia calisia
- Morellia calyptrata
- Morellia cashmirana
- Morellia cerciformis
- Morellia concacata
- Morellia couriae
- Morellia curvitibia
- Morellia cyanea
- Morellia dalcyi
- Morellia dendropanacis
- Morellia edwardsi
- Morellia flavicornis
- Morellia hainanensis
- Morellia hirtitibia
- Morellia hortensia
- Morellia hortorum
- Morellia humeralis
- Morellia insularis
- Morellia latensispina
- Morellia longiseta
- Morellia lopesae
- Morellia maculipennis
- Morellia meridensis
- Morellia micans
- Morellia muscaoides
- Morellia natalensis
- Morellia neotropica
- Morellia nepalensis
- Morellia nigricosta
- Morellia nigridorsata
- Morellia nigrisquama
- Morellia nilotica
- Morellia ochricornis
- Morellia paulistensis
- Morellia pectinipes
- Morellia pingi
- Morellia podagrica
- Morellia prolectata
- Morellia pseudonigrisquama
- Morellia quadriremis
- Morellia roppai
- Morellia saishuensis
- Morellia semimarginata
- Morellia setosa
- Morellia simplex
- Morellia sinensis
- Morellia sinopensis
- Morellia sordidisquama
- Morellia spinuligera
- Morellia suifenhensis
- Morellia tibetana
- Morellia tibialis
- Morellia xanthoptera
- Morellia zimini